# Tugali stewartiana
Tugali stewartiana är en snäckart som beskrevs av Powell 1939. Tugali stewartiana ingår i släktet Tugali och familjen nyckelhålssnäckor. Inga underarter finns listade i Catalogue of Life.